# Baulos
Als Baulos wird in der Bauwirtschaft gemäß § 5 Abs. 2 VOB/A die Aufteilung der Bauleistung in Teilleistungen (Teillose) oder nach Fachgebieten (Fachlose) bezeichnet. 

## Allgemeines
Der Begriff des Bauloses ist abgeleitet vom Produktionslos der Industrie, das in Losfertigung hergestellt wird. Alle Baulose innerhalb eines Bauvertrags ergeben die Bauleistung. Die Aufteilung in Fach- und Teillose ist unter anderem aus Gründen der Mittelstandsförderung bei größeren öffentlichen Aufträgen vorgesehen. Auch bei Beschaffung von Fahrzeugen oder ähnlichem, wie z. B. Booten, spricht man von Baulosen, wenn eine Serie gleichartiger Fahrzeuge in Teilaufträgen an verschiedene Hersteller oder nacheinander vergeben wird.

## Verfahrensablauf
Soweit sie nicht ohnehin rechtlich erforderlich ist, kann die Aufteilung in Baulose auch aus folgenden Gründen stattfinden:
- Einerseits findet eine Aufteilung nach verschiedenen Arbeiten statt. So werden bei einem Hausbau die Installationen für Wasser, Strom oder Gas in anderen Fachlosen ausgeschrieben als z. B. Maurerarbeiten, damit diese Arbeiten von Fachleuten und Fachfirmen durchgeführt werden (gewerkemäßige Vergabe).
- Ein weiterer Grund ist, wenn verschiedene Baulastträger an einer Maßnahme beteiligt sind, beispielsweise bei einer Straßenkreuzung zwischen einer Bundesstraße und einer Landesstraße. Hier werden die Arbeiten der Baumaßnahme so auf verschiedene Lose verteilt, dass in jedem Teillos nur der Anteil aufgeführt ist, der von einem der Beteiligten bezahlt werden muss (zwischen Bund und Bundesland).
- Zügigere Fertigstellung: Insbesondere bei Linienbauwerken wie Straßen werden die Arbeiten an mehrere Firmen vergeben, die gleichzeitig, aber in unterschiedlichen Straßenabschnitten arbeiten.

Ein Sonderfall ist die interne Aufteilung der Arbeiten in einer Arbeitsgemeinschaft (ARGE) zur Ausführung unter den ARGE-Partnern in Lose (genannt Los-ARGE, unechte ARGE oder Dach-ARGE).
Die Aufteilung einer Baumaßnahme in Teillose darf nicht zum Ziel haben, den Auftragswert unter den Schwellenwert zu reduzieren (§ 3 Abs. 2 VgV).
Überschreitet die Gesamtsumme den Schwellenwert (Bauleistungen: 5.538.000 Euro für 2024/2025), sind alle Baulose in den EU-Mitgliedstaaten auszuschreiben, bis 80 % der Gesamtsumme erreicht sind. Das heißt, es gibt ein 20 %-Kontingent, für das die Vorschriften der VOB/A nicht anzuwenden sind. Aber auch von diesem Kontingent sind alle Einzellose, die einen Wert von 1 Mio. € überschreiten, ebenfalls EU-weit auszuschreiben.

## Österreich
In Österreich bezeichnet ein Baulos die Einzelparzelle in einem Gartensiedlungsgebiet, das Baulos soll mindestens 250 m² haben, während ein selbständiger Bauplatz mindestens 500 m² haben soll.